# Love Tension
"Love Tension" é uma canção do girl group sul-coreano 4Minute. Foi lançada em 22 de agosto de 2012 como o sétimo single japonês do grupo.

## Lançamento
O single físico foi lançado no Japãoem 22 de agosto de 2012 em três edições: duas CD+DVD (Tipo A com o videoclipe de "Love Tension" e Tipo B com a versão making do vídeo musical e o videoclipe coreano de "Volume Up") e uma Edição Regular.

## Composição
A canção foi escrita e composta por Kim Do-hoon, Lee Sang-ho e Rina Moon. O single inclui uma versão japonesa da canção "Volume Up" como lado B. Esta canção é a faixa principal do terceiro mini-álbum de mesmo nome do grupo.

## Vídeo musical
O vídeo musical de "Love Tension" estreou exclusivamente no canal musical MTV Japan em 4 de agosto de 2012. A Cube Entertainment, gravadora coreana do grupo, publicou o videoclipe no YouTube em 6 de agosto de 2012.

## Lista de faixas
| Single japonês: |                                 |         |  |
| N.º             | Título                          | Duração |  |
| 1.              | "Love Tension"                  | 3:48    |  |
| 2.              | "Volume Up" (Versão em japonês) | 3:52    |  |
| 3.              | "Love Tension" (Versão karaokê) | 3:48    |  |
| 4.              | "Volume Up" (Versão karaokê)    | 3:50    |  |
| Duração total:  | Duração total:                  | 15:15   |  |

| DVD (Tipo A) |                                |         |  |
| N.º          | Título                         | Duração |  |
| 1.           | "Love Tension" (Vídeo musical) |         |  |

| DVD (Tipo B) |                                                 |         |  |
| N.º          | Título                                          | Duração |  |
| 1.           | "Volume Up" (Vídeo musical - Versão em coreano) |         |  |
| 2.           | "Love Tension" (Vídeo musical - Making-of)      |         |  |

## Desempenho nas paradas

### Oricon
| Lançamento           | Parada da Oricon      | Melhor posição | Vendas de estreia | Vendas totais | Período na parada |
| -------------------- | --------------------- | -------------- | ----------------- | ------------- | ----------------- |
| 22 de agosto de 2012 | Daily Singles Chart   | 18             | 3.701             | 4.820         | 3 semanas         |
| 22 de agosto de 2012 | Weekly Singles Chart  | 26             | 3.701             | 4.820         | 3 semanas         |
| 22 de agosto de 2012 | Monthly Singles Chart |                | 3.701             | 4.820         | 3 semanas         |